# ایلان گولد
ایلان گولد (یا ایلِن گولد، به لاتین: Elon Gold) متولد ۱۴ سپتامبر ۱۹۷۰ برابر با ۲۳ شهریور ۱۳۴۹ یک کمدین، هنرپیشه، نویسنده و تهیه‌کننده تلویزیونی آمریکایی است. او در سریال تلویزیونی The Next Best Thing: Who Is the Greatest Celebrity Impersonator? در نقش یک قاضی مهمان حضور داشته. او در فیلم‌های مختلفی مانند Cheaper by the Dozen بازی کرده‌است. او همچنین در کمدی موقعیت In-Laws نیز حضور داشته.
ایلان اهل نیویورک است. او همچین اعلام کرده که یک یهودی سنتی است.